# 音長
在語音學中， 音長（length或quantity）指的是一個音素在發音中維持的長度，是聲音的一種區別特徵。常見的有長元音與長輔音等。
許多語言並沒有區分音素的長度。在有區分的語言中，只有少數同時具有能區別語意的長元音與長輔音；其他大多都只有其中一種；一些語言則是兩者互相影響。
對於音長的長度，許多語言都將其分成「長」、「短」兩種。但愛沙尼亞語和一些薩米語方言則具有3種能區分語義不同的音長，且分別使用於輔音與元音。一些在漢堡附近使用的低地德語變體、 一些莫澤法蘭克尼亞語變體、以及一些利普里安語的變體亦同。
嚴格來說，一組長－短音除了長度之外，其他特徵應該都是相同的，如德語的Staat—Stadt（/ʃtaːt/—/ʃtat/，國家－城市）。然而，在某些語言中，有一些音素即使它們的長度不同，而且元音高度與元音舌位也不同，傳統上仍被認為是長短音組合。例如英語的「長e／短i」：feet—fit（/fiːt/—/fɪt/）；或是德語的「長e／短e」Beet—Bett（/beːt/—/bɛt/，花床－床）。另外，聲調輪廓可以增強長度，如在愛沙尼亞語中，其中過長的長度伴隨著類似於音調應力標記的音調變化。
國際音標中，長輔音與長元音都使用長度符號（length sign，Unicode U+02D0 MODIFIER LETTER TRIANGULAR COLON）來標記，標記的位置在該音素後方。變音符號可以出現在基本字母或長度符號的上下方，抑或是兩者同時。例如，在一些不將R讀為捲舌音的英語中，party一詞的/t/會被省略，只留下部分的呼氣聲。在這個例子中，國際音標寫成[ˈpɑː̤ɪ]，其中代表呼氣聲的符號/◌̤/是寫在長度符號的下方。当音长和声调都成音拍时，声调标记可能出现两次，如[sáː̀]（长元音上的降调）。词素可能会被简化为音长加鼻化，这时可能会写作[saː̃]。如果音长是语素，那么就写作/ː̀/、/ː̃/。
在非線性的音位學中，長度的特徵通常不會只看特定聲音片段的特徵，而是整個音節的特徵。